# Dicranota arjuna
Dicranota (Rhaphidolabis) arjuna là một loài ruồi trong họ Pediciidae. Chúng phân bố ở vùng Indomalaya.